# تترای آبی
تترای آبی (نام علمی: Knodus borki) گونه‌ای از تتراسانان بومی کشور پرو است، که در مجاورت شهر ایکیتوس یافت می‌شود. این گونه در یک محیط آب شیرین در محدوده اعماق دریاچه یافت می‌شود و گونه‌ای گرمسیری است. زیستگاه آن رودخانه‌ها، نهرها و انشعابات آنها است.
اندازه تترای آبی به حدود ۲ اینچ می‌رسد (۵ سانتی‌متر) میرس. و یکی از چندین گونه است که با نام عمومی تترا آبی شناخته می‌شود.
این گونه به افتخار آکواریوم‌دار آلمانی دیتر بورک نام‌گذاری شده است، «کسی که به عنوان یک دوست اختصاصی آکواریومی (پرورش دهنده، نویسنده و عکاس) به توسعه آکواریولوژی کمک زیادی کرده است». او همچنین نمونه تیپ را ارائه کرد.